# سام آنستاد
سام آنستاد (انگلیسی: Sam Aanestad؛ زادهٔ ۱۶ ژوئیهٔ ۱۹۴۶) دندان‌پزشک، و سیاست‌مدار اهل ایالات متحده آمریکا است.